# Malik Rose
Malik Jabari Rose (ur. 23 listopada 1974 w Filadelfii) – amerykański koszykarz, komentator sportowy, występował na pozycji skrzydłowego, dwukrotny mistrz NBA.
Do NBA został wybrany w drafcie 1996 roku z numerem 44, przez Charlotte Hornets. W tym samym roku wziął też udział w naborze do ligi CBA, gdzie z numerem 4 trafił do zespołu La Crosse Bobcats.
W listopadzie 2010 roku został komentatorem spotkań San Antonio Spurs. Natomiast w grudniu 2011 rozpoczął komentowanie spotkań Philadelphia 76ers.

## Osiągnięcia
NCAA
- 2-krotny Uczelniany Koszykarz Roku Konferencji America East NCAA (1995–1996)[3]
- 2-krotny Zawodnik Roku Konferencji North Atlantic (1995, 1996)[2]
- Zaliczony do składu Honorable Mention All-American (1996)[2]

NBA
- 2-krotny mistrz NBA (1999, 2003)[1]

Inne
- Zwycięzca turnieju Mcdonald's Open Championships z San Antonio Spurs (1999)[2]